# Austfonna
Austfonna es un campo de hielo situado al sur de la isla de Nordaustlandet, al noroeste del archipiélago de las islas Svalbard.
En noruego, Aust tiene el mismo origen que Øst, que significa Este, y Fonna es un sinónimo de Bre, que significa glaciar. Austfonna significa literalmente «glaciar del Este». El glaciar ha sido nombrado también como East Ice, Groote Ys Berg y Öst-isen.

## Geografía
El Austfonna se localiza geográficamente entre los 79°45' N y los 24°30' E.  Por su superficie de 8.120 km², Austfonna es la segunda capa de hielo de Europa después del Vatnajökull y la séptima del mundo.
Su volumen es de unos 1900 km³, su espesor máximo es de unos 560 m y su altitud máxima es de 800 m s. n. m. Una gran parte de su base está situada sobre el nivel del mar. Se extiende por más de 180 km ininterrumpidos, solo por algunos raros aflorecimientos rocosos.
El Austfonna da origen a los más grandes icebergs de Svalbard.